# Georges Buchard
Georges Eugène William „Géo” Buchard (Harfleur, 1893. december 21. – Rouen, 1987. január 22.) olimpiai és világbajnok francia párbajtőrvívó, Gustave Buchard olimpiai bronzérmes párbajtőrvívó öccse.